# Herb gminy Osielsko
Herb gminy Osielsko – jeden z symboli gminy Osielsko, ustanowiony 9 października 2002.

## Wygląd i symbolika
Herb przedstawia na tarczy dwudzielnej w słup z lewej strony w polu zielonym pół złotej baszty, natomiast z prawej strony w polu złotym – pół zielonego dębu. Dąb nawiązuje do lasów gminnych i wsi Żołędowo, natomiast baszta do znajdującego się kiedyś w Osielsku zamku oraz budownictwa na terenie gminy. 